# Пирс, Джеффри Ли
Джеффри Ли Пирс (англ. Jeffrey Lee Pierce; 25 июня 1958, Монтебелло — 31 марта 1996, Солт-Лейк-Сити) — американский музыкант, композитор, певец, гитарист. Основатель и бессменный участник The Gun Club, автор ряда сольных пластинок. Родился в городе Монтебелло, на востоке Лос-Анджелеса, детство провёл в Эль-Монте, штат Калифорния. Увлекаться музыкой и играть на гитаре начал с десяти лет.

## Биография
В 1973 году Пирс покинул Эль-Монте и переехал в рабочий городок Гранада Хиллс в долине Сан-Фернандо. На жизнь зарабатывал упорным трудом в музыкальном магазине и помощью в изготовлении фанзинов. Первыми увлечениями Джеффри Ли были кино и театр, юноша принимал участие в драматических постановках, написал несколько коротких пьес. В середине 70-х потерял интерес к театру и отдал всё своё время музыке. Изучал дельта-блюз под руководством лос-анджелесского музыканта Фаст Фредди Паттерсона, увлекался глэмом и прогрессивным роком в лице Sparks, Genesis и Roxy Music. После посещения концерта Боба Марли серьёзно заинтересовался регги и предпринял поездку на Ямайку для исследования этой музыки. В 1976 году молодой человек был очарован пионерами новой волны и панк-рока Blondie, возглавил их фан-клуб на Западном побережье. Под влиянием имиджа лидера Blondie Дэбби Харри выкрасил волосы в светлый цвет. К концу 70-х открыл для себя классическое американское кантри и афроамериканский блюз, стал частым гостем на концертах в Голливуде. Желание Пирса играть собственную музыку совпало с развитием панк и ноу-вейв движений в Нью-Йорке. Из элементов окружающей его музыки Джеффри Ли создал собственное уникальное звучание, которое легло в основу будущего коллектива The Gun Club. Молодого музыканта поддержала Дэбби Харри, уверенная в его несомненном таланте.
В 1980 году Пирсом и Кидом Конго Пауэрсом была основана группа The Creeping Ritual, вскоре сменившая название на The Gun Club. На первых порах компанию музыкантам составляли Дон Сноуден и Брэд Даннинг, однако на протяжении всего существования коллектива его состав был крайне нестабильным, единственным бессменным участником оставался только Джеффри Ли Пирс. Первый альбом The Gun Club Fire of Love, записанный в составе: Пирс — вокал, Уорд Дотсон — гитара, Роб Риттер — бас и Терри Грэм — ударные вышел в 1981 году. Диск представлял собой уникальное слияние дикости панка, принципиальности блюза и отстранённости готики. Уже эта дебютная пластинка зарекомендовала The Gun Club как необычайно влиятельную группу, а Джеффри Ли Пирса как нового героя для европейской рок-элиты. Спустя годы исполнитель современного блюза Джек Уайт, послушав Fire of Love, заявил: «„Sex Beat“, „She’s Like Heroin to Me“, „For The Love of Ivy“… почему эти песни не учат в школах?», а один из начинателей сиэтлского альт-рока Марк Ланеган и вовсе превознёс солиста The Gun Club до уровня своего музыкального Бога. В благодарность Джеффри Ли написал для Марка свою, возможно, самую трогательную песню «Kimiko’s Dream House».
В 1982 году, при поддержке гитариста Blondie Криса Стейна, был выпущен второй альбом The Gun Club, Miami, лирически более меланхоличный и угрюмый, чем его предшественник. С выходом пластинки фотографии группы начали появляться на обложках весомых печатных изданий, в число которых входил и патриарх британского музыкального обозрения — New Musical Express. Коллектив отправился в свой первый значительный тур по Европе, после чего записал третий альбом — The Las Vegas Story — любимый диск Джеффри Ли Пирса. Пластинка была подготовлена Пирсом (вокал), Пауэрсом (гитара), Грэмом (ударные) и Патрисией Моррисон (бас), выпущена в 1984 году. The Las Vegas Story демонстрировала весьма оригинальную смесь панка, блюза и кантри, и красивую, порой мистическую лирику. Она немедленно нашла отклик в творчестве одного из первооткрывателей пост-панка — Ника Кейва. Австралиец познакомился с Джеффри Ли в Лондоне и впоследствии неоднократно с теплотой вспоминал его: «Он часто говорил бессмыслицу, и это было частью его шарма. Вот он рассказывает о падении Сайгона, а через минуту уже говорит о размере мозга динозавра. Но мне было всё равно, я был просто счастлив…» На страницах своей автобиографии Go Tell the Mountain Пирс даже назвал Кейва «своей истинной супругой». Увы, несмотря на неизменно положительные отзывы критиков, ни один из альбомов The Gun Club не достиг впечатляющего коммерческого успеха, группу слушала сравнительно небольшая аудитория. Частично это было связано с неизменной проблемой солиста — злоупотреблением алкоголя и наркотиков, в частности опиатов. После выхода The Las Vegas Story The Gun Club гастролировал по Мексике, что весьма отрицательно сказалось на трезвости Джеффри Ли. В середине 80-х коллектив принял решение о прекращении музыкальной деятельности.
В 1985 году, при участии музыкантов из Roxy Music и The Cure, Пирс выпустил сольный альбом Wildweed, отмеченный влиянием Боба Дилана и Лу Рида. Простой и мелодичный Wildweed был доступен более широкой массе слушателей. На обложке диска изображён Джеффри Ли с ружьём через плечо, на пустынном морском побережье, которое можно принять за прерию Техаса или Канзаса. По словам музыканта, он хотел сделать альбом, который «звучал бы, как океанские волны». В это же время Джеффри Ли встретил свою будущую супругу — японку Роми Мори. У пары родился сын — Люк. Год спустя был реформирован The Gun Club — новый состав включал Пирса (вокал), Пауэрса (гитара), Мори (бас) и Ника Сандэрса (ударные). Группой был записан четвёртый альбом Mother Juno, на котором преобладали элементы гаражного рока и пост-панка. В записи также принял участие Бликса Баргельд из Nick Cave and the Bad Seeds. Выход пластинки омрачило ухудшевшееся здоровье Джеффри Ли — в возрасте 29 лет у него диагностировали цирроз печени, музыкант сделал попытку бросить алкоголь, но без особого успеха. Об этом периоде в жизни солиста The Gun Club вспоминал соратник Ника Кейва по The Birthday Party, Роланд С. Говард: «Он был несчастным человеком. Его печень болела всё время, он зашёл ко мне домой — поднимался по лестнице так, словно ему было 80 лет. Это было по настоящему грустно»
В 1990 году вышел пятый альбом The Gun Club Pastoral Hide and Seek, спродюсированный лично Пирсом. Несмотря на проблемы со здоровьем и депрессивное состояние музыканта, альбом демонстрировал высокое качество звучания. В надежде одолеть тягостное душевное состояние Джеффри Ли отправился в путешествие по Вьетнаму. В 1992 году под именем Ramblin’ Jeffrey Lee выпустил одноимённый альбом, полностью посвящённый блюзу. В 1993 году Пирс занялся созданием последней работы The Gun Club — Lucky Jim, вопреки ожиданиями, ставшей полноценным и сильным альбомом. Несмотря на постоянное действие наркотиков, тяжёлую физическую и психическую форму, Джеффри Ли Пирс показывал феноменальную силу как певца и одержимость как гитариста. После выхода Lucky Jim The Gun Club окончательно прекратил свою деятельность. Пирс, тем не менее, не терял интереса к музыке. Он заинтересовался речитативом и в 1995 году записал в этом стиле песню «Pasties and a G-String» для трибьют-альбома Тому Уэйтсу Step Right Up: The Songs Of Tom Waits. В то же время он увлёкся японским роком и провёл несколько месяцев в Японии, положительно впечатлённый творчеством местных групп, в том числе The 5.6.7.8’s. После Джеффри Ли вернулся в Лос-Анджелес, где вновь занялся наркотическим самоуничтожением. В последний месяц жизни он страдал от цирроза, хронического гепатита и был ВИЧ-инфицированным. Перед смертью музыкант решил навестить отца в штате Юта, где был доставлен в больницу с инсультом. Он должен был перенести операцию по удалению тромба в мозгу, но умер раньше, не приходя в сознание. Прах музыканта был развеян над японским городом Киото. Джеффри Ли Пирсу было 37 лет.

## Посмертная память
В 2010 году был создан The Jeffrey Lee Pierce Sessions Project, в рамках которого исполнители, чтившие творчество покойного, наряду с его старыми друзьями и коллегами, представили свою интерпретацию классических песен Пирса и дописали незаконченный и неизданный материал Джеффри Ли. В записи первого альбоме We Are Only Riders приняли участие Ник Кейв и Мик Харви, Марк Ланеган и Изобель Кэмпбелл, Дэбби Харри, Лидия Ланч и другие. На второй пластинке The Journey is Long к ним присоединились Барри Адамсон, Хьюго Рэйс (бывшие участники Bad Seeds), Cypress Grove (принимал участие в записи Ramblin’ Jeffrey Lee), Уоррен Эллис и прочие. Третий диск Axels & Sockets продемонстрировал ещё более разномастный состав исполнителей: Игги Поп, Crippled Black Phoenix, The Amber Lights, Primal Scream, не считая вышеназванных музыкантов.
Французская группа Noir Désir посвятила Пирсу песню «Song for JLP» (альбом 666667 Club). Blondie воздала ему должное в композиции «Under the Gun» (диск No Exit). Американский коллектив Off! записал трек, который так и назвал — «Jeffery Lee Pierce» (пластинка First Four EPs). Шведский музыкант Thåström записал посвящение Джеффри Ли под названием «Ingen Sjunger Blues Som Jeffrey Lee Pierce». Англичане Gallows в песне «Everybody Loves You (When You’re Dead)» (альбом Gallows) поставили JLP в один ряд с Ди Ди Рамоном, Фрэнки Веномом, Люксом Интериором, Дарби Крэшем, Джонни Сандэрсом, Сидом Вишезом и Джо Страммером. Марк Ланеган записал свою версию «Carry Home» в альбоме I’ll Take Care of You, «Kimiko’s Dream House» в его исполнении вышла на пластинке Field Songs.
Жизнь и творчество лидера The Gun Club были отражены в документальном фильме Ghost on the Highway: A Portrait of Jeffrey Lee Pierce and the Gun Club режиссёра Курта Восса, с участием Генри Роллинза, Лемми и Джона Доу. Американский независимый кинорежиссёр Джим Джармуш отзывался о Джеффри Ли Пирсе как о талантливейшем человеке, а немецкий постановщик Вим Вендерс назвал его «одним из величайших исполнителей блюза всех времён».